# Repubblica di Anguilla
La Repubblica di Anguilla è stata una Repubblica nata dalla secessione dell'isola di Anguilla da Saint Christopher-Nevis-Anguilla, colonia britannica nelle Piccole Antille, esistito dal 12 luglio 1967 al 19 marzo 1969.

## Storia
Nel 1958 St. Kitts-Nevis-Anguilla divenne parte della Federazione delle Indie Occidentali, questa entità territoriale venne poi sciolta nel 1962.
Il 27 febbraio 1967 il Regno Unito garantì ai territori di Saint Christopher-Nevis-Anguilla lo status di stato associato, con una propria costituzione e ampi spazi di auto-governo. Molti anguillani si opposero fermamente al perdurare della sottomissione politica nei confronti di Saint Kitts, così il 30 maggio (conosciuto come Anguilla Day) cacciarono dalla loro isola gli agenti di polizia di St.Kitts. Il governo provvisorio chiese di passare sotto l'amministrazione degli Stati Uniti ma questi rifiutarono la proposta. L'11 luglio 1967 fu indetto un referendum per sancire la secessione di Anguilla dal nuovo stato creato dai britannici. Il risultato fu schiacciante: i voti favorevoli alla secessione furono 1.813, i contrari solamente 5. A seguito del risultato del voto fu creato un consiglio legislativo di cui fu eletto come primo presidente Peter Adams. Tuttavia quando questi si mostrò incline a riportare l'isola sotto l'influenza di St. Kitts fu immediatamente deposto e al suo posto venne nominato Ronald Webster. Nel dicembre del 1967 due membri del parlamento inglese conclusero un accordo temporaneo, della durata di un anno, che permetteva ad un funzionario inglese di esercitare un'autorità amministrativa di base in accordo col consiglio dell'isola. Nel gennaio del 1968 le autorità britanniche affidarono l'incarico a Tony Lee ma alla scadenza dell'accordo non si riuscì a trovare un'intesa a lungo termine sull'amministrazione futura dell'isola.
Il 7 febbraio 1969 si tenne un secondo referendum con risultati molto simili al primo; infatti questa volta si registrarono 1.739 voti contrari ad una nuova unificazione con St. Kitts contro appena 4 voti favorevoli. A seguito di questa votazione Anguilla si proclamò una repubblica indipendente e Ronald Webster ne divenne il presidente. Nel marzo dello stesso anno venne inviato un nuovo rappresentante britannico, William Whitlock, per negoziare un nuovo accordo per un'amministrazione congiunta ma la missione non ebbe esito e il delegato inglese fu velocemente espulso dall'isola. A quel punto da parte inglese si decise di intervenire militarmente. Il 19 marzo sbarcò sull'isola un contingente di paracadutisti dell'esercito britannico, accompagnato da 40 agenti della polizia londinese; l'operazione si svolse pacificamente e i soldati presero possesso dell'isola al fine di ristabilirvi l'ordine. Nell'autunno successivo i soldati vennero richiamati e sull'isola furono inviati gli ingegneri dell'esercito per seguire la costruzione delle opere pubbliche.
Tony Lee tornò sull'isola in qualità di Commissario e nel 1971 negoziò un nuovo accordo provvisorio con le autorità locali. Ad Anguilla fu permesso di separarsi da St.Kitts e Nevis, anche se questo non avvenne ufficialmente sino al 19 dicembre 1980 quando l'isola si dissociò formalmente e divenne una dipendenza britannica separata. 
Nel 1983 St. Kitts e Nevis raggiunse la piena indipendenza, mentre Anguilla rimane tuttora un territorio d'oltremare dipendente dal Regno Unito.